# Saint-Privat-en-Périgord
Saint-Privat-en-Périgord – gmina we Francji, w regionie Nowa Akwitania, w departamencie Dordogne. W 2013 roku liczba ludności wynosiła 1236 mieszkańców. 
Gmina została utworzona 1 stycznia 2017 roku z połączenia trzech ówczesnych gmin: Festalemps, Saint-Antoine-Cumond oraz Saint-Privat-des-Prés. Siedzibą gminy została miejscowość Saint-Privat-des-Prés.